# SMS Mecklenburg
SMS Mecklenburg byla pátou bitevní lodí typu predreadnought třídy Wittelsbach postavenou pro německé císařské námořnictvo. Jejími sesterskými loděmi byly Wittelsbach, Zähringen, Wettin a Schwaben. Šlo o první válečné lodě postavené podle zákona o námořnictvu z roku 1898, prosazený admirálem Alfredem von Tirpitzem.

## Stavba

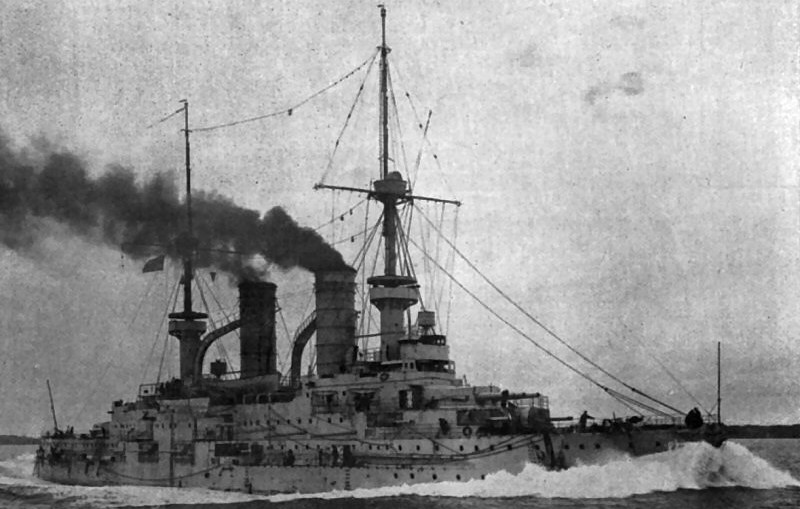
Mecklenburg

Její stavba byla zahájena v květnu 1900 v loděnici AG Vulcan Stettin ve Štětíně. Dokončena byla v květnu 1903.

## Konstrukce
Výzbroj lodi byla tvořena čtyřmi hlavními děly ráže 240 mm (9,4 palce) a dosahovala maximální rychlost 18 uzlů (33 km/h; 21 mph).

## Služba
Mecklenburg strávila první období své kariéry v I. eskadře německé floty a v době míru se účastnila cvičných plaveb. Po první světové válce, která začala v srpnu 1914, byla loď se svými sestrami mobilizována jako IV. bitevní eskadra. V Baltském moři byla nasazena, aby čelila ruským námořním silám a také sloužila jako strážní loď v Severním moři. Německé vrchní velení stáhlo loď z aktivní služby v lednu 1916 kvůli hrozbě ponorek a námořních min spolu s vážným nedostatkem personálu. Po zbytek kariéry sloužila Mecklenburg jako vězeňská loď a jako kasárna v Kielu. V lednu 1920 byla vyškrtnuta ze seznamu námořnictva a následující rok prodána do šrotu.